# فرانک گتریج
فرانک گتریج (انگلیسی: Frank Guttridge؛ ۱۲ آوریل ۱۸۶۶ – ۱۳ ژوئن ۱۹۱۸) بازیکن فوتبال اهل پادشاهی متحد بریتانیای کبیر و ایرلند بود.
از باشگاه‌هایی که در آن بازی کرده‌است می‌توان به باشگاه فوتبال ناتینگهام فارست و باشگاه فوتبال نوتس کانتی اشاره کرد.